# Chapelle dans le cimetière catholique de Pačir
La chapelle dans le cimetière catholique de Pačir (en serbe cyrillique : Капела на Католичком гробљу у Пачиру ; en serbe latin : Kapela na Katoličkom groblju u Pačiru) est une chapelle catholique située à Pačir, dans la municipalité de Bačka Topola et dans le district de Bačka septentrionale, en Serbie. Elle est inscrite sur la liste des monuments culturels protégés de la république de Serbie (identifiant no SK 1810).

## Présentation
La chapelle de la famille Halas de Pačir a été construite dans le cimetière catholique de la localité en 1868. Cette famille était l'une des plus riches de la région ; elle a notamment fait construire dans le village un moulin à vapeur dans les années 1880. La chapelle, dédiée à la Tristesse de Marie, est caractéristique de l'architecture néo-baroque « provinciale ».
La chapelle est constituée d'une nef unique prolongée par une abside demi-circulaire. La façade sud-ouest est dominée par un clocher soutenu par des colonnes.
À proximité de la chapelle se trouve une plaque en fonte surmontée d'une croix érigée en 1869.